# Jornostaivka (Geníchesk)
Jornostaivka (en ucraniano: Горностаївка, romanizado: Hornostaivka; en ruso: Горностаевка, romanizado: Gornostaevka) es un pueblo ucraniano perteneciente al óblast de Jersón. Situada en el sur del país, formaba parte del raión de Novotroitske hasta 2020, aunque ahora es parte del raión de Geníchesk y del municipio (hromada) de Novotroitske.
La ciudad se encuentra ocupada por Rusia desde febrero de 2022 en el marco de la invasión rusa de Ucrania.

## Historia
El pueblo de Jornostaivka fue fundado el 21 de octubre de 1897  

## Estatus administrativo
Hasta el 18 de julio de 2020, Jornostaivka fue parte del raión de Novotroitske. El raión se abolió en julio de 2020 como parte de la reforma administrativa de Ucrania, que redujo el número de rayones del óblast de Jersón a cinco. El área del raión de Novotroitske se fusionó con el raión de Geníchesk.

## Demografía
Según el censo de 2001, la lengua materna de la mayoría de los habitantes, el 92,37%, es el ucraniano; del 7,3% es el ruso.

## Cultura

### Deporte
El equipo FC Mir Jornostaivka jugaba en la Segunda Liga del Campeonato de Ucrania desde 2011, con un descanso en 2013-2015, hasta que fue disuelto en 2019.